# Астурийский язык
Астури́йский язы́к (самоназвания: asturianu, bable) — романский язык, относящийся к астурлеонской подгруппе иберо-романских языков и представляющей собой диалектный континуум. По другой распространённой точке зрения, считается, что весь этот диалектный континуум представлен одним астурлеонским языком. С этой точки зрения, астурийский язык является одним из письменных вариантов астурлеонского. 
Название «астурийский язык», или «бабле», относится к той части этого континуума, которая находится на территории испанского автономного сообщества Астурия (другие локальные варианты — мирандский язык в Португалии и леонский, эстремадурский, кантабрийский языки в соответствующих регионах Испании).

## Современное положение
Язык не имеет официального статуса, однако законы устанавливают, что власти должны поддерживать его сохранение и изучение. 

## История
Движение за отдельный статус астурлеонских говоров от испанского начал Рамон Менендес Пидаль в 1906 году. В 1980 году астурийский вариант кодифицирован Академией астурийского языка.

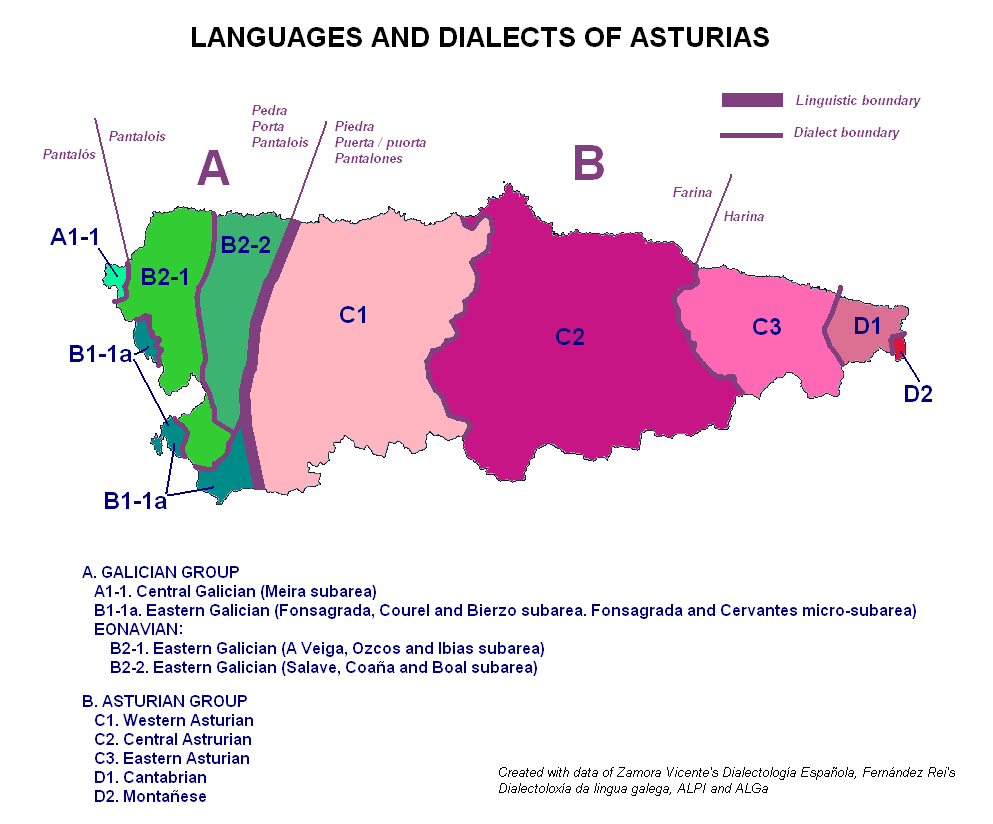
Диалектное членение Астурии (зелёный цвет — галисийский язык, розовый — астурийский)